# Cristina (Brasile)
Cristina è un comune del Brasile nello Stato del Minas Gerais, parte della mesoregione del Sul e Sudoeste de Minas e della microregione di Itajubá.
Venne fondata il 13 maggio 1774, da una spedizione guidata dal padre portoghese, José Dutra da Luz, benché di tale evento non rimanga documentazione scritta.
Prende nome da Teresa Cristina di Borbone-Due Sicilie, principessa napoletana, figlia di re Francesco I delle Due Sicilie, moglie dell'imperatore Pietro II, nata a Napoli il 14 marzo 1822. Tanto che la cittadina è nota, anche, come città imperatrice (cidade imperatriz).
Il nome venne suggerito da un consigliere del municipio, tal Joaquim Delfino Ribeiro da Luz. Per tale ragione, il 1º dicembre 1868 Vila Christina accolse la figlia dell'Imperatrice, la principessa imperiale Isabella di Braganza, allora ventitreenne, accompagnata dal consorte Gastone d'Orléans, conte di Eu.